# Уртаелга
Уртаелга — река в России, протекает в Куединском и Бардымском районах Пермского края. Устье реки находится в 24 км по левому берегу реки Ашап. Длина реки составляет 10 км.
Исток реки в лесу в 4 км юго-восточнее деревни Верх-Шлык. До впадения слева Малой Уртаелги также обозначается как Большая Уртаелга. Течёт на восток и северо-восток, верхнее течение проходит по Куединскому району, нижнее — по Бардымскому. Приток — Малая Уртаелга (левый), населённых пунктов на реке нет. Впадает в Ашап ниже села Новый Ашап.

## Данные водного реестра
По данным государственного водного реестра России относится к Камскому бассейновому округу, водохозяйственный участок реки — Кама от Камского гидроузла до Воткинского гидроузла, речной подбассейн реки — бассейны притоков Камы до впадения Белой. Речной бассейн реки — Кама.
По данным геоинформационной системы водохозяйственного районирования территории РФ, подготовленной Федеральным агентством водных ресурсов:
- Код водного объекта в государственном водном реестре — 10010101012111100014776
- Код по гидрологической изученности (ГИ) — 111101477
- Код бассейна — 10.01.01.010
- Номер тома по ГИ — 11
- Выпуск по ГИ — 1